# Ponte di Castelvecchio
Ponte di Castelvecchio (též Ponte scaligero, česky Most Castelvecchio, česky Scalierský most) je most ve Veroně přes řeku Adiži, který je součástí hradu Castelvecchio. Most byl postaven v letech 1354 až 1356 spolu se zmíněným hradem. Byl zničen během druhé světové války a obnoven v původní podobě v roce 1951.

## Historie

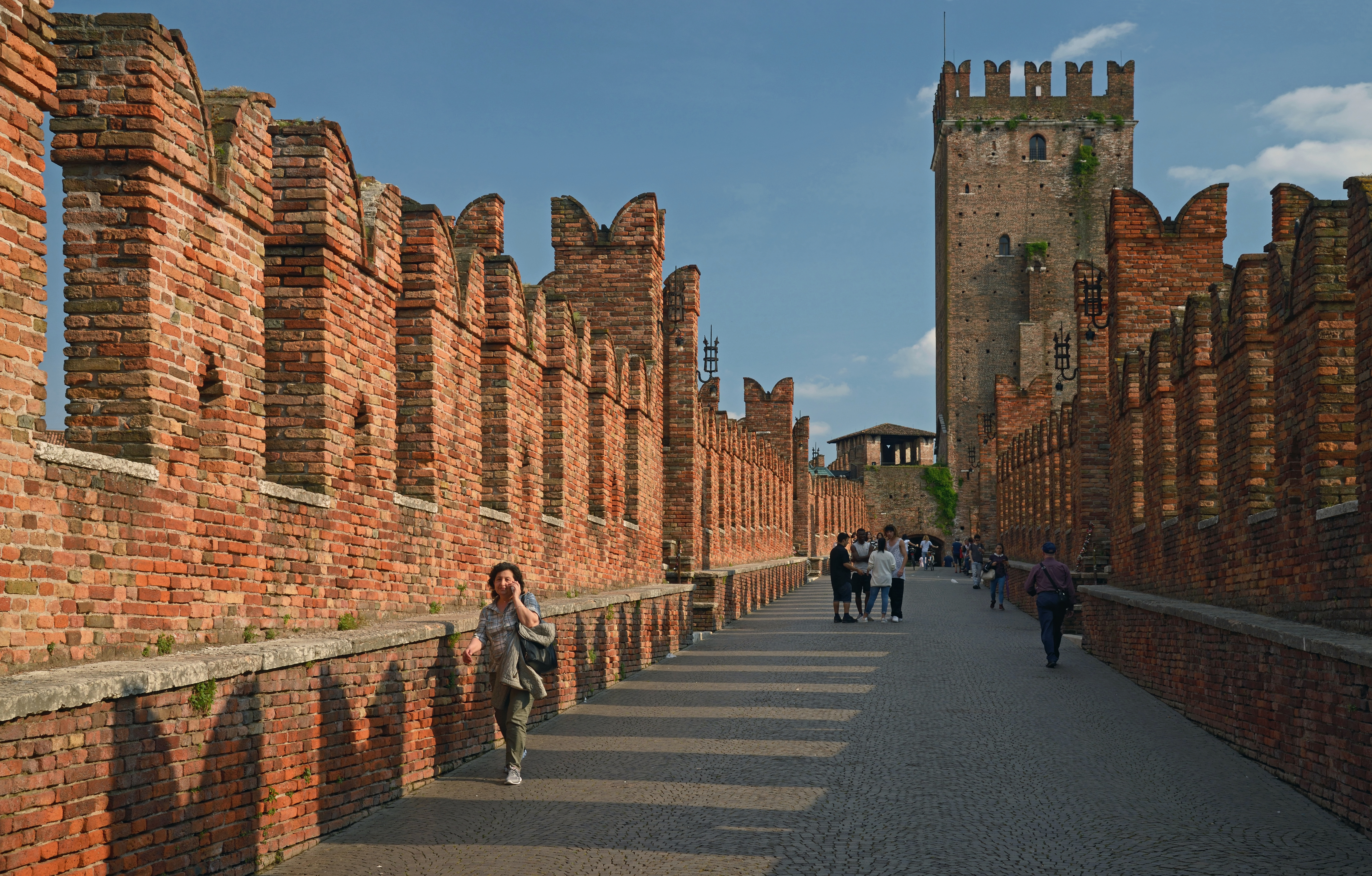
Pohled na most směrem k hradu.

Most byl postaven v letech 1354 až 1356 za vlády Cangrande II. della Scala s cílem zajistit únikovou cestu z hradu Castelvecchio směrem na sever do Tyrolského hrabství pro případ vzpoury ve městě. Architekt není znám, nicméně listina z roku 1495 (tedy více než století po výstavbě) uvádí jako jméno autora Guglielmo Bevilacqua. Most fungoval zcela nezměněný do roku 1802, kdy Francouzi odstřelili věž (napoleonské války, válka druhé koalice) na venkovské straně mostu. Dne 24. dubna 1945 most odstřelili němečtí vojáci při ústupu z Itálie, stejně jako všechny ostatní mosty ve městě. Po skončení druhé světové války bylo rozhodnuto o přestavbě. Most byl postaven na základě dochovaných odbouchlých kusů mostu přesně do původní podoby. Přestavbu vedl architekt Piero Gazzola. Renovační práce započaly na konci roku 1945 a skončily 20. července 1951.

## Popis

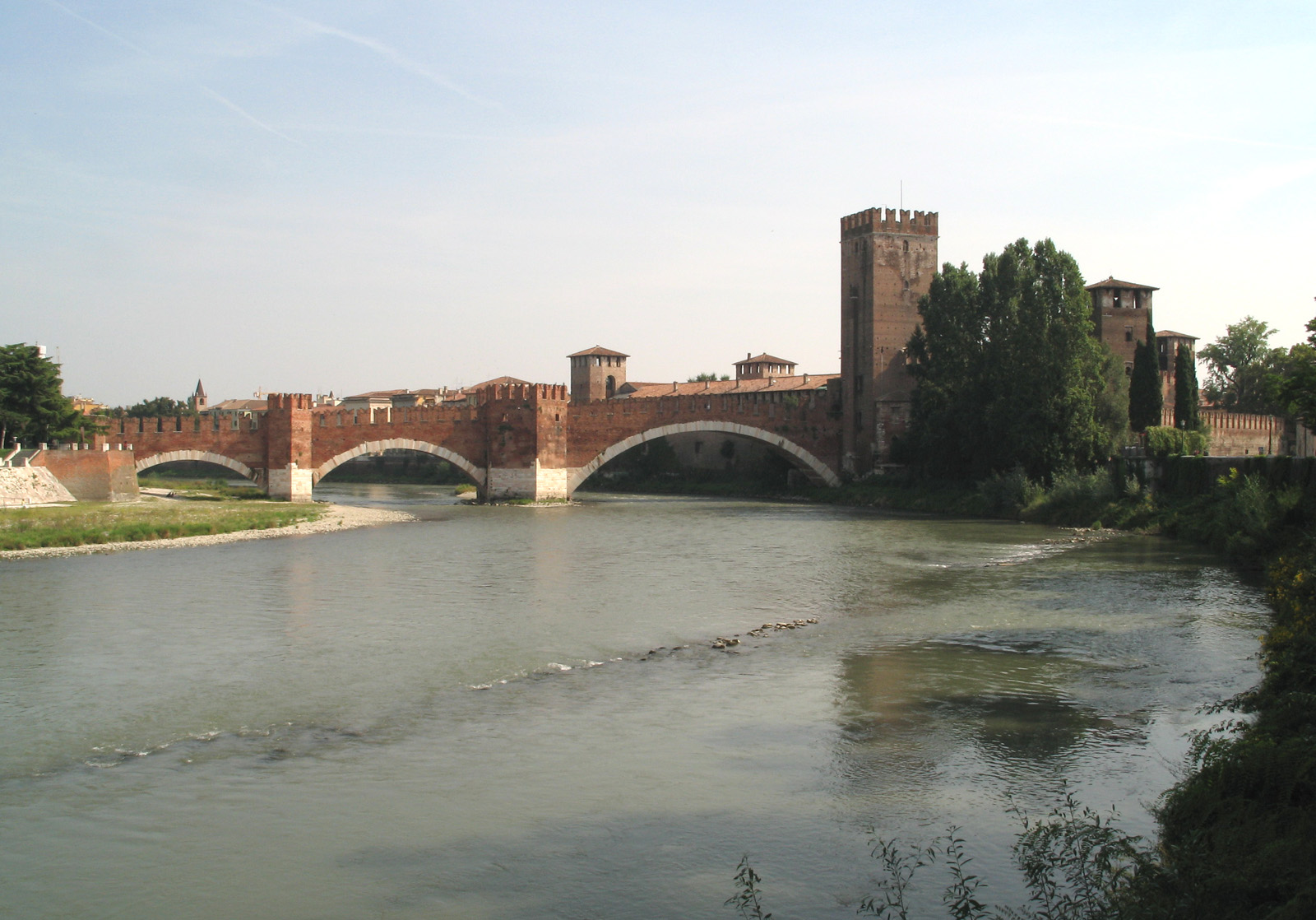
Pohled na most ze západu.

První oblouk směrem z hradu má délku 48,69, další dva jsou menší a měří 29,15 metru a 24 metrů. První oblouk byl svého času považován za největší oblouk mostu v Evropě. Na začátku mostu je věž. Na ochozu mostu se nachází cimbuří a střílny. Vstup na most vede ze severozápadní části hradu a cesta k němu je, na rozdíl od nádvoří hradu, celodenně otevřená.